# Мартинов Кирило Костянтинович
Кирило Костянтинович Мартинов (рос. Кирилл Константинович Мартынов ; нар. 25 квітня 1981 р.) — російський журналіст, політолог, філософ і письменник.  Він є головним редактором Нової газети Європи та колишнім доцентом Вищої школи економіки (ВШЕ).

## Молодість і освіта
Кирило Мартинов народився 25 квітня 1981 року в місті Кемерово, СРСР. У 1998 році закінчив середню школу № 28 м. Кемерово. У 2003 році Мартинов закінчив філософський факультет у Московському державному університеті за спеціальністю онтологія та теорія пізнання. У 2004 році Мартинов створив спільноту «Молоді патріоти» в російській соціальній мережі LiveJournal. У цій спільноті він написав, що є православним християнином і підтримує приєднання Криму до Росії.
Мартинов володіє англійською та німецькою мовами.

## Кар'єра
З 2003 по 2007 рік Мартинов був асистентом кафедри філософії і психології Московського політехнічного університету. У 2007 році став старшим викладачем, а потім доцентом Національного дослідницького університету «Вища школа економіки» (ВШЕ). Мартинов також працював у Фонді ефективної політики [ru], російській некомерційній організації, заснованій Глібом Павловським. Мартинова визнавали найкращим викладачем ВШЕ у 2011, 2013, 2014 та 2016–2019 роках.
Мартинов також був головним редактором сайту mnenia.ru , викладачем Російської академії народного господарства і державної служби при Президенті РФ, прес-секретарем Федерального агентства у справах молоді та координатором клубу «Єдина Росія» .
У 2019 році через тиск російської влади було звільнено 2 журналістів політичного відділу російської газети «Коммерсантъ», а ще 11 журналістів того ж відділу звільнилися на знак протесту. Мартинов їх підтримав . 11 серпня 2020 року стало відомо, що його звільнили з ВШЕ. Офіційною причиною було назване скорочення кількості курсів філософії. Сам Мартинов упевнений, що звільнення пов'язане з його політичними поглядами. Він разом із кількома іншими звільненими працівниками ВШЕ заснував вільний університет у Росії.
20 квітня 2022 року стартував сайт «Новой газеты Европы». Мартинов був його першим головним редактором. До цього він був політичним редактором Нової газети.

## Праця
Основи теорії політичних партій.

## Особисте життя
Мартинов був одружений на Антоніні Мартиновій, фігурантці Новгородської справи.